# Margarete Tischler
Margarete Tischler, eigentlich Margarete Maria Tischler (* 10. August 1927 in Wien; † 25. Mai 2005 ebenda), war eine österreichische Politikerin (SPÖ).

## Leben
Tischler war seit ihrer Jugend eng mit der Sozialdemokratie verbunden und fing als 18-Jährige, nach dem Zweiten Weltkrieg, in der SPÖ Landstraße zu arbeiten an, die sich zu diesem Zeitpunkt im Wiederaufbau befand. Nebenbei hatte sie Funktionen in der sozialistischen Jugend und bei den Roten Falken inne. Von 1959 bis 1982 war sie Bezirkssekretärin der SPÖ Landstraße und 1959 Mitglied der Bezirksvertretung Landstraße. Ab 11. Dezember 1964 bis zum 3. Mai 1984 war sie Abgeordnete zum Wiener Landtag und Mitglied des Gemeinderates der Stadt Wien und ab 27. Mai 1983 bis zu ihrem Ausscheiden aus dem Wiener Landtag und Gemeinderat war sie dessen 4. Vorsitzende. 1974 wurde sie Vorsitzende des Bezirksfrauenkomitees der SPÖ Landstraße und blieb dies bis 1987. 1983 wurde sie stellvertretende Vorsitzende der SPÖ Landstraße. Sie behielt diese Funktion bis 1987.

## Ehrungen
Am 2. Dezember 1975 wurde sie mit dem Goldenen Ehrenzeichen für Verdienste um das Land Wien ausgezeichnet.

## Grabmal
Tischler wurde am 13. Juni 2005 am Kagraner Friedhof, Gruppe J, Grab 53, im Familiengrab bestattet.